# Kronhjort
 Denne artikel omhandler overvejende eller alene danske forhold. Hjælp gerne med at gøre artiklen mere almen.
Kronhjorten (Cervus elaphus særligt om hannen) kønsneutralt kaldt krondyr eller kronvildt tilhører hjortefamilien. Hjorten har et stort gevir på ca. 1 m med ca. 12–14 takker (ender). På gamle hjorte kan der være helt op til 16 takker (ender). Jægere bruger antallet af takker (ender) til at beskrive dyrene. Fx en 16-ender.
Normalt lever krondyrene adskilt i han- og hunflokke, rudler. En han kaldes en hjort, en hun en hind og ungdyrene er kalve. Kalve fra foregående år kaldes smaldyr. En hjort med kun én spids uden ender kaldes en spidshjort, og en hind, der er over ét år, men ikke er gået i brunst, kaldes en smalhind.
Dyrehaven ved København er berømt for flokke af krondyr, der er så vant til mennesker, at de er lette at komme tæt på. Desuden er der et antal hvide krondyr - genimporteret fra Bornholm - som ikke er ægte albinoer.
I Nordamerika findes arten wapiti, der regnes til samme slægt. I Asien findes Maralhjorten, som også er i slægt med kronhjorten og Wapitien. I 2000'erne er krondyrbestanden i Danmark oppe på ca. 14.000 stk. En fremgang fra 5.000 i starten af 1990'erne.[kilde mangler]

## Udbredelse
Krondyret indvandrede til Danmark efter sidste istid for omkring 10.000 år siden. Lige siden har den været forfulgt af mennesket, der har brugt kødet til mad og skindet til tøj.
I dag er bestanden ikke i fare. Der findes ifølge Skov- og Naturstyrelsen 14.000 stykker kronvildt og alt tyder på, at der bliver flere. Kronvildtets fjender er ulve og jægere. Der er kun få ulve, så deres påvirkning af bestanden er lille. Jærgerne har gennem mange år ikke tyndet så voldsomt ud i bestanden som tidligere. I mange områder har jægerne ligefrem beskyttet kronvildtet for at give dyrene mulighed for at vokse sig større. Det har betydet, at kronvildtet har spredt sig til egne af landet, hvor det ellers gennem flere hundrede år har været udryddet. Fx ses der i dag kronvildt over hele Jylland, og på Sjælland er der ved at udvikle sig nye bestande, efter der er udsat dyr.
Efter et par udslip fra krondyrfarme på Sydøstfyn, har kronvildtet nu også indfundet sig på Fyn, hvor der er en estimeret bestand på over 100 dyr.[kilde mangler]
Krondyret er et meget sky dyr, som endnu ikke findes på Bornholm. Det har en fantastisk evne til at tilpasse sig.

## Galleri
- Kronhjort med græs på geviret
- Kronhjort
- Krondyr på Eremitagesletten i Dyrehaven. En hvid hjort kan ses i baggrunden.

## Eksterne links
- Wikimedia Commons har flere filer relateret til Kronhjort
- Krondyr på pattedyratlas.lex.dk
- Hjorte i kamp i Dyrehaven på Youtube.com